# Partit Socialista de Mallorca-Entesa
|  | Per a altres significats, vegeu «PSM». |

El Partit Socialista de Mallorca-Entesa (acrònim PSM-Entesa, conegut també com a Partit Socialista de Mallorca) és un partit polític mallorquí d'ideologia socialista, ecologista i nacionalista. Va ser fundat en febrer de 1976. Des de 1998 forma part de la federació de partits PSM-Entesa Nacionalista i des del 2010 d'una coalició electoral de caràcter estable anomenada Més per Mallorca.

## Ideologia
El PSM és un partit polític que té com a objectiu fonamental consolidar i fer créixer el sobiranisme polític als Països Catalans i fer efectiu el dret a decidir. D'aquesta manera, es defineix com un partit d'àmbit mallorquí, nacionalista, ecologista, pacifista, progressista i democràtic que assumeix les fonts fonamentals del socialisme democràtic i de la tradició nacionalista autòctona o mallorquinisme polític com a mètodes d'anàlisi i transformació de la realitat.

## Història
El PSM neix el mes de febrer de 1976 amb el nom de Partit Socialista de les Illes, transformant-se en el Partit Socialista de Mallorca el mes de desembre de 1977. En els seus estatuts s'estableix que és una organització política que té com a objectiu fonamental l'alliberament nacional i la justícia social dels pobles de les Illes Balears dins el marc d'uns Països Catalans lliures i socialistes.
A finals del 1978 el Col·lectiu Socialista i Nacionalista, procedent de l'OEC es va fusionar amb el PSM durant el IV Congrés celebrat a Inca.
Des de les primeres eleccions al Parlament de les Illes Balears l'any 1983, s'ha mogut en un interval que va del 7% al 15% dels sufragis de Mallorca, formant sempre grup parlamentari propi. Així i tot, mai ha aconseguit representació a les Corts espanyoles.
Tot i tenir nombrosos regidors i algunes batlies, fins al 1995 va ser sempre una força d'oposició als governs del PP, governant aquest sempre en solitari, o bé en coalició amb els liberals-regionalistes d'Unió Mallorquina.
El 1984 va prendre el nom de PSM-Esquerra Nacionalista i el 1990 el nom va canviar a PSM-Nacionalistes de Mallorca.
El 1989, essent secretari general del partit Mateu Morro, es va formar una aliança entre el Partit Socialista de Mallorca, el Partit Socialista de Menorca i l'Entesa Nacionalista Ecologista d'Eivissa, a més d'alguns grups independents, i es va formar la Federació d'Esquerres Nacionalistes o Federació de l'Esquerra Nacionalista de les Illes Balears (FENIB).
El 1993 Convergència Nacionalista Balear dona suport a les eleccions al PSM-NM i part de la seva militància entra al partit.
Després de les eleccions de 1995, es firmà un acord progressista per a governar el Consell de Mallorca, conjuntament amb el PSOE i UM (força redefinida en congrés com a nacionalista de centre), comptant-hi amb el suport d'Esquerra Unida que no volgué entrar al govern insular. Malgrat tot, el Govern Balear seguí en mans del PP.
Amb la integració de més grups de nacionalistes balears el 1998, la FENIB, amb el PSM-NM com a principal impulsor, esdevé la federació PSM-Entesa Nacionalista.
A les eleccions al Parlament de les Illes Balears de 1999, el Partit Popular perdé la majoria absoluta i es reedità el "Pacte de progrés" del Consell, comptant aquesta vegada amb Esquerra Unida de les Illes Balears i Els Verds de les Illes Balears al Govern. Aquesta experiència de govern progressista, anomenat "Pacte de Progrés" durà una sola legislatura. L'any 2003, el PP recuperà la majoria absoluta, si bé arribà a un acord amb UM.
A les eleccions generals espanyoles de l'any 2004, el PSM es va presentar en coalició amb Esquerra Unida de les Illes Balears, Els Verds de Mallorca i Esquerra Republicana de Catalunya, sota la denominació Progressistes per les Illes Balears. La coalició va obtenir un total de 40.289 vots, quedant a les portes d'obtenir un escó al Congrés dels Diputats.
Al seu congrés del maig del 2006 la militància d'aquest partit va decidir, per un estret marge (167 vots a favor i 139 en contra), la creació d'un Bloc nacionalista i progressista de cara a les eleccions balears i municipals de l'any 2007 sota la direcció i impuls del nou secretari general Gabriel Barceló. El projecte del Bloc unitari nasqué el 17 de novembre de 2006 sota la denominació de Bloc per Mallorca. La decisió de crear una nova entitat política amb Esquerra Unida i Els Verds va provocar l'escissió d'una part del partit, que ja duia mesos autodenominant-se "sector renovador". Aquesta escissió fou encapçalada pel candidat a la presidència del govern, Mateu Crespí i pel candidat a secretari general i batle de Vilafranca de Bonany Jaume Sansó. D'aquesta escissió aparegué Entesa per Mallorca.
L'any 2008, va decidir canviar la seva política d'aliances, apostant per presentar-se en coalició a les eleccions generals espanyoles del mes de març amb Unió Mallorquina, Esquerra Republicana de Catalunya i Entesa per Mallorca. Quedaven exclosos de la coalició Esquerra Unida de les Illes Balears -acusats sovint de ser una força d'obediència espanyola- i Els Verds de Mallorca. L'acord es va aprovar amb un 63% dels vots del consell polític favorables a la coalició nacionalista, un 29% que rebutjava aquesta possibilitat (defensant mantenir l'aliança amb Esquerra Unida de les Illes Balears i Els Verds de Mallorca) i un 8% d'abstencions. Els grans defensors de la proposta contrària a presentar-se en coalició amb Unió Mallorquina foren els Joves d'Esquerra Nacionalista-PSM, liderats pel seu secretari general Antoni Noguera i Ortega.
L'11 d'abril de 2008 passà a ser membre de ple dret del partit europeu Aliança Lliure Europea gràcies a l'aixecament del veto per part Esquerra Republicana de Catalunya.
Malgrat això, a les eleccions europees de 2009, el PSM no va voler presentar-se per mor de les condicions posades per Esquerra Republicana de Catalunya en no acceptar rompre amb Esquerra Unida de les Illes Balears i Els Verds de Mallorca i pactar una candidatura unitària a les eleccions balears del 2011, amb aquestes dues forces. Aquest fet va deteriorar les relacions entre el PSM i Esquerra Republicana de Catalunya.
Al 20è Congrés, celebrat el mes de juny de 2010 a Santa Maria, el PSM va decidir conformar una coalició amb Els Verds de Mallorca per concórrer a les eleccions al Parlament de les Illes Balears i al Consell de Mallorca de 2011. Més tard s'hi afegí Iniciativa d'Esquerres (escissió d'Esquerra Unida de les Illes Balears) deixant la porta oberta perquè aquests s'hi afegeixin. Finalment concorrerien a les eleccions al Parlament de les Illes Balears i al Consell en coalició amb Iniciativa Verds i Entesa per Mallorca. El 2 de febrer de 2013, l'assemblea oberta de la coalició amb IniciativaVerds i Entesa aprovà el canvi de denominació d'aquesta de PSM-IV-ExM a Més per Mallorca per obrir-la a altres forces polítiques i a ciutadans independents.
El 23 de febrer de 2013 va unir-se amb Entesa per Mallorca i adoptà la denominació Partit Socialista de Mallorca-Entesa (PSM-Entesa).

## Branca Jove
El 1987 es va crear la secció de Joves d'Esquerra Nacionalista-PSM (JEN-PSM) sota el lema "lluita amb nosaltres". El primer Secretari General fou Bernat Aguiló i Siquier.
Joves d'Esquerra Nacionalista és la branca juvenil del Partit Socialista de Mallorca. Va ser creada el 1987. S'autodefineixen com a independentistes, nacionalistes i marxistes
L'organització reconeix com a bandera nacional l'estelada amb triangle groc.
Al seu X Congrés celebrat a Inca, el 22 de juny de 2010 i sota el lema "Avançam cap a una Mallorca lliure i justa", fou elegit secretari general Lluís Enric Apesteguia Ripoll. El Congrés comptà amb la presència de nombroses delegacions nacionals i internacionals entre les quals destacaven Galiza Nova (Galícia), Iratzarri, Eusko Gaztedi i Gazte Abertzaleak (Euskal Herria), JNC I JEV (Principat de Catalunya), Bloc Jove (País Valencià), Juventudes Andalucistas (Andalusia) i UDB-Jeunes (Bretanya). A banda es rebé el suport de les organitzacions juvenils del Bloco de Esquerda (Portugal), Sinaspismós (Grècia), Movimiento al Socialimo (Bolívia), Rifondazione Comunista (Estat Italià), Parti de Gauche (Estat Francès) i Chunta Aragonesista (Aragó); a més de missives de suport de les joventuts de l'Aliança Lliure Europea i d'altres grups polítics d'àmbit europeu. El JEN es definí, mitjançant la seva ponència política, una organització sobiranista, socialista, ecologista, internacionalista, republicana, feminista i antifeixista. Des de l'abril de 2007 el JEN és membre de ple dret de l'Aliança Lliure Europea Jove (EFAY), partit polític europeu que aplega formacions nacionalistes, sobiranistes i progressistes d'arreu de la UE.

## Símbols
El Partit Socialista de Mallorca utilitzà als primers temps la bandera catalana amb el mapa de Mallorca de color blanc (vorejat de negre) al mig; també bandera vermella amb el nom complet i les inicials (PSM) i el mapa, tot blanc; i una combinació d'ambdues, bandera 2/3 vermella sobre 1/3 amb les barres catalanes, el nom o les sigles (o tots dos) en lletres blanques a la part vermella.
La bandera més freqüent durant algun temps fou la vermella amb les lletres PSM (o altres). Més tard es va passar a la clàssica bandera blanca amb el logotip.

## Secretaris Generals
- 1981: Damià Ferrà-Ponç
- 1983: Sebastià Serra (Coordinador General)
- 1984: Sebastià Serra
- 1985: Mateu Morro
- 1988: Mateu Morro
- 1990: Mateu Morro
- 1992: Mateu Morro
- 1994: Mateu Morro
- 1996: Pere Sampol
- 1998: Mateu Morro
- 2000: Mateu Morro
- 2002: Mateu Morro
- 2004: Gabriel Vicens
- 2006: Gabriel Barceló
- 2008: Gabriel Barceló
- 2010: Gabriel Barceló
- 2012: Gabriel Barceló
- 2013: Gabriel Barceló
- 2016: Bel Busquets

## Candidats a la presidència del Govern de les Illes Balears
- 1983: Sebastià Serra
- 1987: Sebastià Serra
- 1991: Mateu Morro
- 1995: Pere Sampol
- 1999: Pere Sampol
- 2003: Pere Sampol
- 2007: Gabriel Barceló (sota les sigles del Bloc per Mallorca)
- 2011: Gabriel Barceló (amb la coalició PSM-IV-ExM)
- 2015: Gabriel Barceló (amb la coalició Més per Mallorca)
- 2019: Miquel Ensenyat Riutort (amb la coalició Més per Mallorca)

## Candidats al Congrés dels Diputats

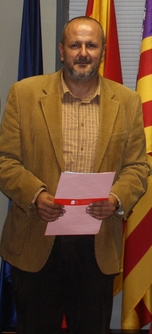
Miquel Ensenyat, candidat al Congrés dels Diputats en 2011.

- 1977: Francesc Obrador (amb la coalició Unitat Socialista)
- 1982: Joan Perelló
- 1986: Mateu Morro
- 1989: Enric Ribes
- 1993: Sebastià Serra
- 1996: Maria Antònia Vadell
- 2000: Cecili Buele
- 2004: Nanda Ramon (amb la coalició Progressistes per les Illes Balears)
- 2008: Pere Sampol (amb la coalició Unitat per les Illes)
- 2011: Miquel Ensenyat (amb la coalició PSM-IV-Entesa-EQUO)
- 2015: Antoni Verger
- 2016:
- abril de 2019: Guillem Balboa Buika (dins Veus Progressistes)
- novembre de 2019

## Participació a les eleccions al Parlament Europeu
- 1987: Esquerra dels Pobles
- 1989: Esquerra dels Pobles
- 1994: No es presenta
- 1999: No es presenta
- 2004: Galeusca - Pobles d'Europa
- 2009: No es presenta però dona suport extern a Europa dels Pobles
- 2014: No es presenta i demana el vot per L'Esquerra pel Dret a Decidir i per Primavera Europea (amb la coalició Més per Mallorca)
- 2019: Compromís per Europa (amb la coalició Més per Mallorca)
- 2024: Ara Repúbliques (amb la coalició Més per Mallorca dins Ara Més)